# Przychodzko
Przychodzko (prononciation : [pʂɨˈxɔt͡skɔ]) est un village polonais de la gmina de Zbąszyń dans le powiat de Nowy Tomyśl de la voïvodie de Grande-Pologne dans le centre-ouest de la Pologne.
Il se situe à environ 8 kilomètres au nord de Zbąszyń (siège de la gmina), à 15 kilomètres à l'ouest de Nowy Tomyśl (siège du powiat) et à 69 kilomètres à l'ouest de Poznań (capitale régionale).

## Histoire
De 1975 à 1998, le village faisait partie du territoire de la voïvodie de Zielona Góra.

Depuis 1999, Przychodzko est situé dans la voïvodie de Grande-Pologne.
Le village possède une population de 87 habitants en 2011.